# Cohenit
Cohenit – minerał występujący w meteorytach żelaznych. Węglik żelaza, niklu i kobaltu. Twardszy od żelaza, ale bardzo kruchy. Na oszlifowanej powierzchni meteorytu tworzy podłużne, srebrzyste struktury o delikatnie brązowawym odcieniu. Cohenit został po raz pierwszy zidentyfikowany w meteorycie Magura. Opisał go w 1889 roku E. Weinschenk. Nazwa minerału upamiętnia niemieckiego badacza meteorytów Emila Cohena.